# MileIQ
MileIQ es una compañía tecnológica de origen estadounidense enfocada en el desarrollo de aplicaciones digitales sobre el registro del kilometraje y de seguimiento. La aplicación esta programada en calcular automáticamente el kilometraje mientras una persona conduce para fines comerciales que luego se pueden utilizar para informar el reembolso y potencialmente una deducción de impuestos con el IRS, también se atribuye como la primera aplicación móvil para rastrear pasivamente dichos datos. MileIQ ha sido comparado con la aplicación Fitbit para conducir.
El 5 de noviembre de 2015, Microsoft, anuncia la adquisición de la empresa MileIQ por una cantidad desconocida.

## Historia
MileIQ fue fundada por Dan Bomze una persona emprendedora e inversor de numerosas startups. El anteriormente a colaborado un pequeño equipo de diseño de software que podría simplificar el kilometraje de reembolso. Bomze obtuvo comentarios de otras personas que rastrearon el kilometraje para el rembolso y empezaron a iniciar una búsqueda comercial con conocimientos sobre desarrollo se software. Chuck anteriormente era el CEO de la compañía SlideRocket y formaba parte de Salesforce.com como presidente quien se convirtió en un socio fundador de la empresa.
la aplicación MileIQ fue lanzada oficialmente en la App Store en el año 2013, más tarde en ese mismo año también fue lanzado en Android en Play Store.
Sap Concur una compañía que integra aplicaciones de tercera para usarlas en archivos de negocios a base de reportes, añadieron la aplicación MileIQ con el fin de ofrecer un servicio a mediados del año 2014. MileIQ se asoció con la empresa de software de contabilidad en la nube FreshBooks. La asociación permitió a los usuarios de MileIQ importar automáticamente sus datos de manejo en sus cuentas de FreshBooks. MileIQ recibió fondos iniciales por un monto de $ 3 millones a fines de 2014, dirigido por SV Angel, CRV y el fundador de Salesforce.com, Marc Benioff. MileIQ agregó $ 11 millones en fondos en 2015 con una ronda de la Serie A que incluyó inversores originales, así como la incorporación de Trinity Ventures.

## Productos y Servicios
MileIQ ofrece una aplicación que lleva el nombre de la empresa ("MileIQ") que rastrea y registra pasivamente el kilometraje de los usuarios. La aplicación funciona en el fondo de un teléfono inteligente, rastreando y grabando todas las actividades de manejo. Utiliza inteligencia artificial y aprendizaje automático para filtrar el kilometraje personal y comercial en función del tiempo, el día y otros factores. La aplicación se sincroniza con los registros de kilometraje en línea para documentar la información obtenida mientras conduce.
La aplicación MileIQ está disponible para su descarga gratuita en App Store y Google Play. Después de una descarga única y configuración de perfil, funciona como un rastreador de actividad y comienza a registrar unidades automáticamente, o permite la entrada manual de viajes. El usuario se desliza hacia la izquierda o hacia la derecha al final de cada viaje para indicar si el viaje fue personal o comercial. La versión gratuita de la aplicación rastrea hasta 40 unidades por mes con una función premium que permite más.